# Aubin (tổng)
Tổng Aubin là một tổng thuộc tỉnh Aveyron trong vùng Occitanie.
Tổng này được tổ chức xung quanh Aubin ở quận Villefranche-de-Rouergue. Độ cao khu vực này dao động từ 178 m (Viviez) đến 620 m (Firmi) với độ cao trung bình 317 m.

## Hành chính
| Giai đoạn | Ủy viên       | Đảng | Tư cách |
| --------- | ------------- | ---- | ------- |
| 2001-2014 | Pierre Beffre | PS   |         |

## Các đơn vị trực thuộc
Tổng Aubin gồm 4 xã với dân số 10 239 người (điều tra dân số năm 1999, dân số không tính trùng)
| Xã      | Dân số | Mã bưu chính | Mã insee |
| ------- | ------ | ------------ | -------- |
| Aubin   | 4 360  | 12110        | 12013    |
| Cransac | 1 821  | 12110        | 12083    |
| Firmi   | 2 556  | 12300        | 12100    |
| Viviez  | 1 502  | 12110        | 12305    |

## Biến động dân số
| 1962                                                     | 1968   | 1975   | 1982   | 1990   | 1999   |
| -------------------------------------------------------- | ------ | ------ | ------ | ------ | ------ |
| 12 453                                                   | 15 196 | 14 177 | 13 121 | 11 416 | 10 239 |
| Nombre retenu à partir de 1962 : dân số không tính trùng |        |        |        |        |        |